# 郑昌和
郑昌和（韓語：정창화；1928年11月1日—），韩国电影导演、编剧，1960年代－1970年代在当时香港最大的电影公司邵氏兄弟公司旗下工作。他在香港执导的首部作品《千面魔女》（1969年）成为第一部出口到欧洲并获得成功的香港电影:203。1973年，他导演的《天下第一拳》成为首部出口到美国在美国主流影院大规模放映的香港电影，并成为1973年度全球十大卖座片之一:203。

## 生平
郑昌和毕业于首尔音乐专科学校。之后，从事独立电影制作。1951年，他完成首部作品《最后的诱惑》，后在一年内完成三部作品，引起电影公司注意。1951-68年，郑昌和完成了约40部作品。其中，《地平线》一片更获得韩国最佳导演奖。
1960年代初，郑昌和开始与香港电影界合作。其拍摄的《艳谍神龙》等影片，获得了邵逸夫的赏识。1968年，郑昌和应邵氏邀请，赴香港工作。1969年，他在香港的第一部作品《千面魔女》成为第一部出口到欧洲并获得成功的香港电影:203。1973年，他制作的《天下第一拳》（韩国上映时的片名为《铁人》）成为首部出口到美国在美国主流影院大规模放映的香港电影，并成为1973年度全球十大卖座片之一:203。
1973年，郑昌和与当时邵氏主管制作的方逸华发生矛盾，离开邵氏加盟尚处发展期的香港嘉禾电影公司。在嘉禾期间，他执导了《黑夜怪客》、《艳窟神探》、《黄飞鸿与少林拳》、《鬼计双雄》、《破戒》等多部影片。
1977年，郑昌和在执导完《破戒》后，离开香港返回韩国。他回到韩国后，转做电影监制，经营自己的制作公司，但没有再导演电影。
退休后，他与家人移居美国加州圣地牙哥，一直至今。

## 作品

### 导演
- 《长相忆》（1967年）
- 《艳谍神龙》（1967年）
- 《千面魔女》（1969年）
- 《女侠卖人头》（1970年）
- 《饿狼谷》（1970年）
- 《手刀》（1971年）
- 《来如风》（1971年）
- 《六刺客》（1971年）
- 《天下第一拳》（1972年）
- 《黑夜怪客》（1973年）
- 《黄飞鸿少林拳》（1974年）
- 《艳窟神探》（1975年）
- 《鬼计双雄》（1976年）
- 《破戒》（1977年）

### 编剧
- 《来如风》（1971年）
- 《六刺客》（1971年）
- 《黑夜怪客》（1973年）
- 《艳窟神探》（1975年）
- 《鬼计双雄》（1976年）